# Ochota
Ochota är ett distrikt i Warszawa, beläget i den centrala delen av staden.